# Vineland (New Jersey)
Pour les articles homonymes, voir Vineland.
Vineland est une ville du comté de Cumberland, dans l’État du New Jersey, aux États-Unis. Sa population s’élevait à 60 724 habitants lors du recensement de 2010, estimée à 60 392 habitants en 2017.

## Démographie
| Groupe            | Vineland | New Jersey | États-Unis |
| ----------------- | -------- | ---------- | ---------- |
| Blancs            | 67,0     | 68,6       | 72,4       |
| Afro-Américains   | 14,2     | 13,7       | 12,6       |
| Autres            | 13,0     | 6,4        | 6,4        |
| Métis             | 3,5      | 2,3        | 2,9        |
| Asiatiques        | 1,7      | 8,6        | 4,8        |
| Amérindiens       | 0,7      | 0,3        | 0,9        |
| Total             | 100      | 100        | 100        |
|                   |          |            |            |
| Latino-Américains | 38,0     | 17,7       | 16,7       |

Selon l’American Community Survey, pour la période 2011-2015, 64,64 % de la population âgée de plus de 5 ans déclare parler l'anglais à la maison, 30,53 % déclare parler l'espagnol, 0,81 % l'italien, 0,78 % le russe et 3,24 % une autre langue.
Lors du recensement de 2010, la population latino-américaine, est majoritairement portoricaine et mexicaine, qui représentent respectivement 26,7 % et 7,2 % de la population.

## Personnalités liées à la ville
- Mary Treat, entomologiste et botaniste, a vécu à Vineland.
- Isiah Pacheco, joueur professionnel de football américain, est né à Vineland.